# Samurai Jack
Samurai Jack este un serial de animație american de acțiune-aventură creat de Genndy Tartakovsky pentru Cartoon Network și Adult Swim. A fost produs de Cartoon Network Studios. Tartakovsky a conceput serialul după ce și-a terminat lucrul la primul său serial pentru Cartoon Network, Laboratorul lui Dexter, care a avut premiera în 1996. Samurai Jack a luat inspirație de la Kung Fu, serialul de televiziune de dramă din 1972 cu David Carradine și de asemenea fascinația lui Tartakovsky pentru cultura samurailor și seria de cărți de benzi desenate Ronin de Frank Miller.Serialul animat "Samurai Jack" este disponibil pe serviciul de streaming Max.
Personajul titular este un prinț japonez fără nume care are o sabie katana care e capabilă să taie prin orice. Într-un episod, niște personaje minore îl strigă "Jack", și îi este dat acest nume. El pornește să își elibereze regatul dupa ce a fost preluat de Aku, un demon malefic schimbător. În bătălia care a urmat între Jack și Aku, tocmai când Jack era pregătit să dea lovitura finală, Aku îl trimite în timp într-un viitor îndepărtat distopic domnit de tiranicul demon. Jack călătorește ca să se întoarcă înapoi în timpul său și să-l învingă pe Aku înainte să preia conducerea lumii. Căutarea lui Jack pentru o cale de a se întoarce acasă în perioada lui de timp transcendează controlului lui Aku, dar eforturile lui Jack sunt în cea mai mare parte în van datorită căii lui spre casă ajungând să fie tocmai în afara ajungerii lui.
Dând premiera pe 10 august 2001, Samurai Jack a durat inițial pentru patru sezoane și 52 de episoade până pe 25 septembrie 2004, fără a-și atinge concluzia la povestea generală. 12 ani mai târziu, serialul a fost readus pentru un an cincilea sezon mai întunecat și matur care a încheiat povestea lui Jack, cu Williams Street asistând la producție; sezonul a debutat pe Adult Swim ca parte a blocului Toonami pe 11 martie 2017 și s-a terminat pe 20 mai 2017. Episoadele au avut regia de Genndy Tartakovsky, de obicei în colaborare cu alții.
Serialul a avut parte de aclamare critică și a câștigat opt Premii Primetime Emmy, inclusiv categoria Outstanding Animated Program, șase Premii Annie și un Premiu OIAF. Este considerat pe scară largă a fi unul dintre cele mai bune seriale de animație din toate timpurile.

## Trăsături generale

### Subiect
Serialul spune povestea unui prinț din Japonia medievală, al cărui tată domnea peste un imperiu prosper. Când demonul Aku, Stăpânul Întunericului, a distrus imperiul și i-a înrobit populația, prințul era doar un copil, dar scapă și călătorește prin toată lumea, desăvârșindu-și educația și devenind peste ani un neîntrecut samurai. Cu ajutorul sabiei magice a tatălui său, samuraiul îl înfruntă pe Aku și este cât pe-aci să-l răpună. Atunci Aku deschide un portal temporal și îl azvârle pe samurai în viitor, acolo unde Răul cuprinsese deja întreaga planetă și Aku este stăpânul lumii. Niște adolescenți pe care îi întâlnește în viitor îl poreclesc Jack, iar samuraiul adoptă acest nume. Numele său adevărat nu este menționat.
Jack încearcă să se întoarcă în trecut pentru a împiedica ascensiunea Răului. El caută cu precădere portaluri temporale sau diverse artefacte cu puteri magice. În acest timp, are parte de cele mai neașteptate peripeții și este nevoit să se confrunte la tot pasul cu monștri sau roboți malefici, adesea vânători de recompense atrași de prețul pus de Aku pe capul lui. Dar adversarii nu îl pândesc doar din afară, ci uneori chiar din sine însuși, și atunci bătălia se dă cu adevărat în interior, pentru a răzbate împotriva răului strecurat în străfundurile propriului suflet (vezi Jack contra lui Jack cel Rău sau Infecția Aku). Jack întâlnește creaturi dintre cele mai bizare (unele de proveniență extraterestră), iar uneori eliberează întregi populații de sub tirania lui Aku sau a altor asupritori (vezi Jack, blănoșii și criceliții sau Cei 301). Jack învață câte ceva de la fiecare, este o călătorie inițiatică, presărată cu încercări de tot felul (vezi Jack pe Muntele Destinului, sau Jack în Țara Moon). Nu în ultimul rând, Jack întâlnește și personaje hazlii, a căror apariție îi contrapunctează fericit solemnitatea misiunii (vezi Jack și Scoțianul sau Jack învață să sară bine).

### Context
Samurai Jack se desfășoară într-un viitor în care știința și tehnologia sunt mult mai avansate decât în prezent, în care Aku stăpânește despotic, în care violența stradală este ceva obișnuit și în care populații întregi trăiesc sub opresiune. Pe de altă parte, supranaturalul se face adesea simțit ca o forță enigmatică, ce răzbate de dincolo de aparențe. Avem de-a face cu o lume în care vrăjile, demonii, cristalele magice și puterile supranaturale își găsesc un loc firesc alături de roboții de tot felul, armele sofisticate, portalurile temporale și navele spațiale intergalactice.
Fiecare episod este plasat într-un cadru specific, care uneori amintește de un anumit context cultural-istoric, cum ar fi civilizația arabă (vezi Jack și războinica), Scoția tradițională (vezi Jack în Scoția), eroismul spartanilor (vezi Cei 301), Vestul Sălbatic (vezi Bunul, răul și frumoasa), budismul tibetan (vezi Jack și călugării șaolin) sau filmul noir (vezi Povestea lui X9). Nu lipsesc nici referințele mitologice, cum ar fi cele la mitologia nordică (vezi Jack și războinicul de lavă), la cea greacă (vezi Jack și eremitul din mlaștină) sau la cea egipteană (vezi Jack contra slujitorilor lui Seth).
Peisajele naturale impresionează prin simplitatea desenului, paleta coloristică și stilizare, amintind de stampele japoneze. Sunetele contribuie și ele la crearea atmosferei proprii fiecărui loc. În păduri ciripesc păsărelele, în lanul de grâu țipuresc greierii, pe munte șuieră vântul, iar prin băltoace orăcăie broaștele.

## Personaje

### Jack

Instantaneu din generic

Jack este un erou modest și politicos, naiv și curat la suflet, viteaz, ingenios și disciplinat în luptă, loial și milostiv cu semenii. El este capabil să îndure mari suferințe fizice și să-și neglijeze propriul țel pentru a-i ajuta pe alții. Este un războinic exemplar, din punct de vedere tehnic, tactic și moral, ca urmare a anilor de instrucție de care a avut parte de mic copil. Dar nu este nicidecum infailibil, se întâmplă uneori să fie învins (vezi Jack și vânătorii Imakandi sau Jack în Țara Moon). De asemenea, spiritul său este neîncetat pus la încercare, iar Jack nu este deasupra tentațiilor sau slăbiciunilor omenești, însă învață mereu din greșeli și încearcă să se perfecționeze continuu (vezi Jack și călugării șaolin sau Jack și prinții înaripați).

### Aku
Aku este întruchiparea Răului. El provine din singura părticică supraviețuitoare dintr-o nebuloasă amorfă interstelară, care fusese ciopârțită de zeii luminii (vezi Nașterea Răului). Procedeul său favorit de a obține ceva este amăgirea, cu care îi înșală adesea pe cei care îi aduc servicii (vezi Jack în adâncul mării sau Jack și eremitul din mlaștină). Aku posedă puteri aproape nelimitate: își poate schimba forma, poate călători în spațiul interstelar, nu depinde de hrană sau de aer, poate vedea orice zonă din lume de pe tronul său. Aku poate fi cutremurător de malefic (vezi Jack în cimitir), dar se poate acoperi și de ridicol, fie datorită tertipurilor sale care eșuează, fie datorită înfățișării pitorești (vezi Poveștile lui Aku sau Jack contra lui Aku). Singura forță care îl poate răpune este sabia lui Jack, pentru că este făurită din puritatea spiritului uman. Totuși, în repetate rânduri, deși lovit în plin cu sabia, Aku reușește să se transforme în câte o creatură mică și să scape cu fuga (vezi Jack în adâncul mării sau Jack și eremitul din mlaștină).

### Scoțianul
Scoțianul apare în kilt, purtând mereu cu el cimpoiul, în atotîncăpătoarea borsetă sporran. Este rotofei, dar puternic, are părul roșcat și cârlionțat pe brațe. La spate poartă o sabie zdravănă, încrustată cu rune. Îi lipsesc câțiva dinți și chiar un picior, în locul căruia are montată o mitralieră. Vorbește cu accent scoțian. Este mucalit și lăudăros la culme, și de aceea caraghios, dar ospitalier și mai presus de toate, loial. El îl ajută pe Jack, împotriva voinței lui și a șanselor de izbândă, să-și recupereze memoria și mințile furate de niște sirene vicioase (vezi Amnezia, partea I și a II-a). Scoțianul își iubește până la venerație soția, pe care o și descrie în cele mai feerice culori, de câte ori are ocazia (vezi Jack în Scoția).

### Tatăl lui Jack
Tatăl lui Jack este un împărat curajos și drept. El nu ezită să se sacrifice pentru poporul său și să dea exemplul personal când situația devine critică (vezi Nașterea Răului). Este un mare războinic, dar și un înțelept sfătuitor, căci povețele sale îi prind bine lui Jack în câteva rânduri (vezi Amintiri sau Infecția Aku).

## Stil
Tartakovsky și echipa lui folosesc un întreg arsenal de tehnici cinematografice care dau impresia că Samurai Jack este, de fapt, filmat.
Tehnici vizuale:
- decuparea cadrului, pentru prezentarea concomitentă a scenei din mai multe unghiuri (vezi Jack contra lui Jack cel Rău sau Jack și războinicul de lavă)
- dilatarea timpului, pentru a reda cu încetinitorul anumite scene (tehnică prezentă într-o formă desăvârșită în bătălia din Prințesa și vânătorii de recompense)
- deplasarea cadrului în jurul scenei (vezi Jack contra lui Demongo)
- schimbarea paletei cromatice, pentru a dezvălui o realitate transcendentă (vezi Jack contra lui Jack cel Rău, Jack în cimitir sau Jack și casa bântuită)
- anomaliile de perspectivă: astrele sunt de regulă neobișnuit de mari
- peisajele semi-fantastice prin stilizare (deșertul din Începutul), formă (stâncile din Jack în Țara Moon) sau paletă de culori (vezi Amintiri)
- redarea luminii și a efectelor luminoase, fie că e vorba de reflexia razelor în lama sabiei (vezi Jack și cei trei arcași orbi), de efectul fotografic de flare la țâșnirea lui Aku în dreptul Soarelui (vezi Nașterea Răului), sau de lumina păstoasă galben-verzuie care scaldă întreaga scenă (vezi Jack și călugării șaolin)
- evanescența contururilor în scenele de amintiri: personajele și obiectele vag delimitate sugerează fragilitatea memoriei (vezi Amintiri sau Infecția Aku)

Tehnici auditive:
- muzica însoțește acțiunea și îi conferă pondere
- zgomotele naturale, pentru realism: țipuriturile greierilor, ciocnirea lemnelor, fluturul veșmintelor, atingerea pielii, trosnetul focului sau susurul apei
- momentele lungi de tăcere, pentru sporirea efectului cinematic (se disting printre multe altele Jack pe Muntele Destinului, Cei 301 și Jack în Țara Moon)

Tehnici de limbaj:
- dialogul concis, contrapunctat pe alocuri de logoreea câte unui personaj
- timbrul, accentul și jargonul anumitor personaje: scoțian (vezi Jack și Scoțianul și celelalte episoade în care apare Scoțianul), italo-american (vezi Jack și gangsterii), american sudist (vezi Bunul, răul și frumoasa), afro-american (vezi Samurai contra samurai)

Tehnici de construcție:
- anacronismul și sincretismul cultural (vezi traseul micului Jack din Începutul sau zeii din Nașterea Răului)
- împletirea tradiționalului cu futuristicul: atmosfera arabă, egipteană sau budistă este pigmentată de noutăți tehnice sau de creaturi inedite, dar adecvate mediului
- amestecul magicului și al misticului cu fundanul
- pelerinajul inițiatic
- tâlcul de la finalul unor episoade (vezi Jack pe Muntele Destinului, Jack fără sandale sau Anotimpurile morții)

## Episoade

Instantaneu din generic

Temele recurente sunt luptele lui Jack cu vânătorii de recompense, eliberarea populațiilor oprimate și căutarea unor căi de întoarcere în timp, tipic portaluri temporale sau cristale magice. Dar episoadele se caracterizează printr-o mare diversitate și originalitate. Uneori Jack explorează măruntaiele unui dragon, alteori rămâne fără sandale și încearcă tot felul de încălțări noi, alteori este transformat în cocoș, iar alteori nici nu apare. Pașii îl poartă pe Jack prin păduri, pe munți înzăpeziți, prin deșerturi, prin mlaștini, sub pământ, pe insule izolate, în adâncul mării, în Spațiu și chiar prin burta unui dragon. Jack întâlnește personaje atât de variate, precum niște gangsteri, un trib de maimuțe, niște cosmonauți sau triceraquinii de pe fundul mării.
Episoadele nu au fost difuzate cu titlu, cu două excepții (Nașterea Răului și Anotimpurile morții), astfel că în acest articol au fost alese titluri descriptive pentru a le desemna.